# 1811~1812년 뉴매드리드 지진
1811~1812년 뉴매드리드 지진(/ˈmædrɪd/)은 1811년 12월 16일 모멘트 규모 Mw7.2~8.2의 강진과 직후 Mw7.4의 여진으로 시작된 일련의 판 내부 지진의 군발지진성 여러 지진을 말한다. 1812년 1월과 2월 두 차례 비슷한 규모의 대지진이 또 발생했다. 이 지진은 기록된 역사상 로키산맥 동쪽 미국에서 발생한 가장 큰 규모의 지진이다. 지진대에서 발생한 이 지진은 당시에는 루이지애나 준주 지역이었으며 지진과 지진대의 이름은 현재는 미국 미주리주에 있는 미시시피강 강변 마을인 뉴매드리드를 따서 붙어졌다.
지진의 진앙은 당시 미국 프런티어에서 가장 먼 서쪽 끄트머리였으며 인근은 유럽 정착민들이 거의 없었다. 현대 지진학계에서는 이 지진으로 미국 중부와 동부 130,000 km2 영역에서 매우 강한 흔들림을, 약 3백만 km2 영역에서 중간 이상의 흔들림을 느꼈다고 추정하고 있다. 비교를 위해 1906년 샌프란시스코 지진 당시에는 중간 이상의 흔들림을 느낀 지역이 16,000 km2 영역이다. 뉴매드리드 지진은 미국 원주민들에 따라서 각기 다르게 해석했지만, 한 가지 공통된 의견은 강력한 지진은 분명 무언가 의미가 있었을 것이란 생각이었다. 테쿰세의 범원주민 동맹에 속한 수많은 부족들은 이 의미가 테쿰세와 그의 형제 원주민들을 지지해야 한다는 것을 의미했다.

## 지진

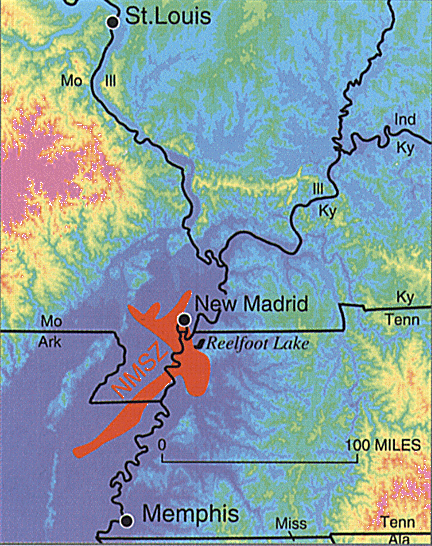
지진이 일어난 뉴매드리드 단층대(NMSZ)의 위치 지도

규모 M7 이상의 대지진은 총 4차례 발생했다고 기록되었다.
- 1811년 12월 16일 8시 15분(UTC, 현지 시각 2시 15분) 지진: 규모 M7.2~8.2로 추정된다.[11][12] 진앙은 현재의 아칸소주 동북부 지역이다. 진앙 주변의 인구밀도가 매우 낮아 인공물은 거의 피해가 없었다. 현대의 멤피스 지역은 수정 메르칼리 진도 계급 기준 IX급의 흔들림을 느꼈다. 지진으로 만들어진 세이시가 미시시피강 상류까지 번져 리틀프레리(현재의 미주리주 카루더스빌 인근 포트 산페르난도데라스바르란카스 부지에 있던 마을)은 토양액상화로 심각한 피해를 입었다.[12] 수정 메르칼리 진도 계급 기준 VII 이상의 흔들림을 느낀 지역은 600,000 km2 영역에 달한다.[14]
- 1811년 12월 16일 14시 15분(UTC, 현지 시각 8시 15분) 여진: 규모 M7.4로 추정되며[12] 진앙은 아칸소주 동북부 지역이다. 이 여진은 첫 지진 6시간 후에 발생했으며 흔들림의 정도는 첫 지진 때와 비슷했다.[11]
- 1812년 1월 23일 15시 00분(UTC, 현지 시각 9시 00분) 지진: 규모 M7.0~8.0으로 추정되며[11][12] 진앙은 미주리 부츠힐 지역이다. 가장 큰 흔들림을 느낀 지역에서는 지반 뒤틀림, 땅 속 물질 분출, 균열, 심각한 산사태, 하천 둑의 동굴화 현상 등이 발생했다. 미국의 지진학자 존스턴과 슈바이크는 지진의 원인을 뉴매드리드 북부 단층의 단층 파열이라고 지적했다. 이는 릴푸트 단층에 큰 영향을 주었을 가능성이 있다.[12]
- 1812년 2월 7일 9시 45분(UTC, 현지 시각 3시 45분) 지진: 규모 M7.4~8.6으로 추정되며 진앙은 당시 뉴매드리드 마을 인근이다. 뉴매드리드 마을이 완전 파괴되었다. 미주리주의 세인트루이스에서는 많은 주택이 큰 피해를 입고 굴뚝이 무너졌다. 이 지진은 존스턴과 슈바이크 지진학자가 릴푸트 단층의 파열로 일어났음을 확인했다. 릴푸트 단층의 역단층면 한 분절이 위로 솟으면서 미시시피강의 켄터키 벤드 지역에 일시적으로 폭포가 생겨났고 상류로 퍼지는 해일이 발생했으며 현재의 테네시주 레이크군의 하천을 막아버려 지금의 릴푸트 호수가 생겨났다.[12] 최대 수정 메르칼리 진도 계급은 XII로 관측되었다.[15]

여진으로는 1811년 12월 16일 규모 M7급의 지진, 1811년 12월 17일 UTC 6시(현지 시각 12시 00분) 지진, 1812년 2월 7일 M7급의 지진 이후 같은 날 UTC 4시 40분(현지 시각 22시 40분)에 발생한 지진이다. 미국 지질조사국(USGS)의 지진학자 수잔 허그는 당시 발생했던 지진 규모가 대부분 규모 M7을 넘겼다고 추정한다.

### 목격자 기록
런던 린네 학회의 회원인 존 브레드버리는 1811년 12월 15일 밤 미시시피에 있었고 1817년에 출판한 《1809, 1810, 1811년 미국 내륙 여행》에서 지진 경험을 다음과 같이 설명했다.
저녁 식사 후 우리는 평소처럼 잠을 취했다. 약 10시경 밤에 나는 배가 너무 격렬하게 흔들리고 그와 함께 엄청난 소음에 잠에서 깨어났다 ... 나는 폭풍에 동요하는 것과 같은 강을 볼 수 있었으며 소음이 상상할 수 없을 정도로 크고 끔찍했고 떨어지는 나무가 부딪히는 소리와 강에서 야생 새가 비명을 지르는 소리가 났지만 다행히 배는 여전히 계류장에서 안전하게 정박하고 있었다. 우리가 배의 선미에 있는 큰 깃발에 달린 호롱불까지 갈 무렵에는 흔들림이 멈췄다. 하지만 우리 양옆에 있는 강둑이 거대한 돌덩어리로 강으로 쏟아졌고 그에 휩쓸려 배가 거의 침몰할 뻔했다 ... 대낮에 일어났던 흔들림을 샌 결과 27차례 흔들림이 있었다.

미주리 준주 뉴매드리드에 사는 엘리자 브라이언은 1812년 3월에 다음과 같은 목격담을 남겼다.
1811년 12월 16일 오전 2시경, 멀리서 들리는 천둥소리와 비슷한 소리와 함께 격렬한 지진의 흔들림을 느꼈고 이후 몇 분 간 매우 거친 진동과 소음과 함께 흙먼지가 자욱해져서 완전히 어두워졌다. 겁에 질린 주민들은 어디로 가야할지, 무엇을 해야 할 지 몰라 이리저리 뛰어다니며 비명소리와 함께 온갖 종류의 새와 짐승의 비명소리도 섞였고, 나무가 쓰러지는 소리와 미시시피강이 몇 분간 역류하는 굉음이 강바닥에 균열이 생김과 합쳐져 정말 끔찍한 장면을 연출했다.

일리노이주의 주지사였던 존 레이놀즈는 자서전 《나만의 시대: 내 인생의 역사도 포용하다》(1885년작)에서 동료 정치인들과 지진을 느낀 것에 대해 설명했다.
1811년 12월 15일 밤, 지진이 일어나 사람들이 공포에 휩싸였다. 가장 크게 흔들렸던 곳은 미주리 뉴매드리드였지만 미시시피계곡 전체가 격렬하게 흔들렸다. 당시 우리 가족은 전부 통나무 오두막집에서 자고 있었고 아버지는 "인디언이 집에 쳐들어왔다"며 큰 소리로 울며 침대에서 뛰쳐나왔다 ... 우리는 아버지의 실수에 웃었지만 곧 벌어진 일은 인디언보다 더욱 안좋다는 것을 알게 되었다. 당시 가족 중 아무도 그것이 지진이라는 걸 알지 못했다. 다음 날 아침에는 흔들림이 다시 일어나며 이것이 지진이라는 걸 알게 되었다. 가축들은 두려움에 울부짖으며 집으로 도망왔고 모든 동물도 그 순간 매우 놀랬다. 우리 집은 금이 가고 떨어대서 땅으로 무너질까 두려웠다. 아메리칸 바텀에서는 많은 굴뚝이 무너졌고 커호키아의 교회는 건물이 흔들리며 종소리도 울렸다. 1804년에는 캐스캐스키아에서 지진의 흔들림이 있었다고 했지만 나는 느끼지 못했다. 이후 일리노이주에서는 몇 년간 지진이 이어졌고 1885년 올해에도 지진을 느낀 사람이 많았다.

셰이커교 교구장인 사무엘 스완 맥클랜드는 인디애나주 웨스트유니언의 셰이커 정착촌에 지진이 미친 영향을 설명하며 지진으로 가장 서쪽에 있던 셰이커 정착촌이 일시적으로 버려졌다고 말했다.

## 지질학적 환경

릴푸트 열곡대의 모습

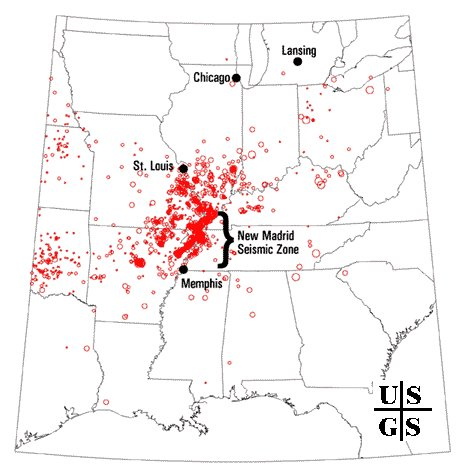
1974년 이후 뉴매드리드 지진대에서 총 4천 차례 이상의 지진이 감지되었다. 지도는 지진의 진앙을 찍은 모습.

지진의 근본적인 원인은 정확히 알려져 있지 않지만, 현대의 단층 연구에 따르면 미시시피강 충적 평야 아래에 묻힌 고대의 지질학적 구조인 릴푸트 열곡대와 관련이 있다고 추정된다. 뉴매드리드 지진대는 신원생대(약 7억 5천만년 전) 로디니아 초대륙이 갈라지는 과정에서 지금의 북아메리카 대륙이 쪼개지며 만들어졌던 단층이 다시 활성화된 여러 단층으로 구성되어 있다. 당시 만들어졌던 열곡대를 따라 단층이 형성되었고 마그마가 지표면으로 밀려나오면서 화성암 지대가 형성되었다. 그 결과 열곡대는 판을 완전히 분리하는 데 실패했지만 지하 깊은 곳에 지반이 약한 파쇄대인 올라코겐이 형성되었다.
최근 수십년간 지속적으로 약한 지진이 발생했다. 릴푸트 단층의 지진 활동은 1974년 이후 지진 관측을 통해 총 4천회 이상 발생했다고 확인했다. 향후 50년간의 지진 발생 추정에 따르면 1811~1812년 사이 대지진과 같은 지진이 발생할 확률은 7~10%, 규모 M6 이상의 지진이 발생할 확률은 25~40%에 달한다.
2008년 11월 발표된 보고서에서 미국 연방재난관리청은 뉴매드리드 지진대에서 큰 지진이 발생할 경우 미국에서 "자연재해로 가장 큰 경제적 피해"를 입을 수 있다 경고하면서 앨라배마주, 아칸소주, 일리노이주, 인디애나주, 켄터키주, 미주리주, 미시시피주, 특히 테네시주에서는 규모 M7.7 이상의 지진이 발생한다면 상하수도망 및 교통망, 기타 중요 인프라에 영향을 미치고 수만 채 이상의 구조물에 피해가 가 광범위적으로 치명적인 피해가 일어날 것이라 경고했다.

## 여파

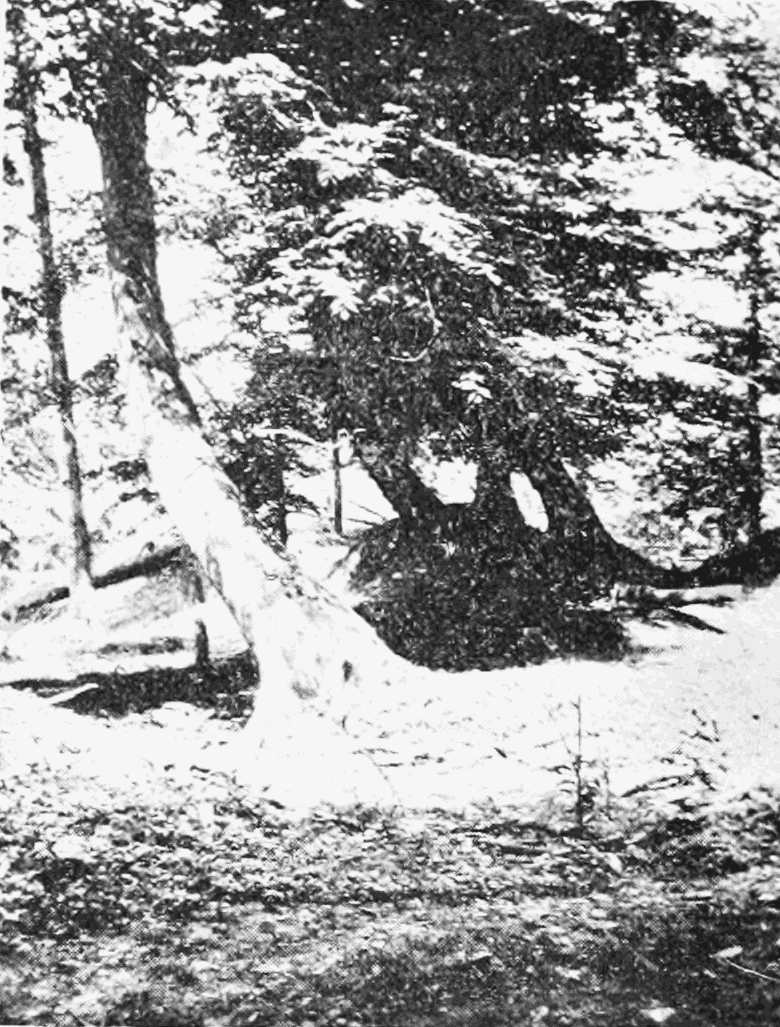
뉴매드리드 지진으로 옆으로 기울어진 나무의 모습

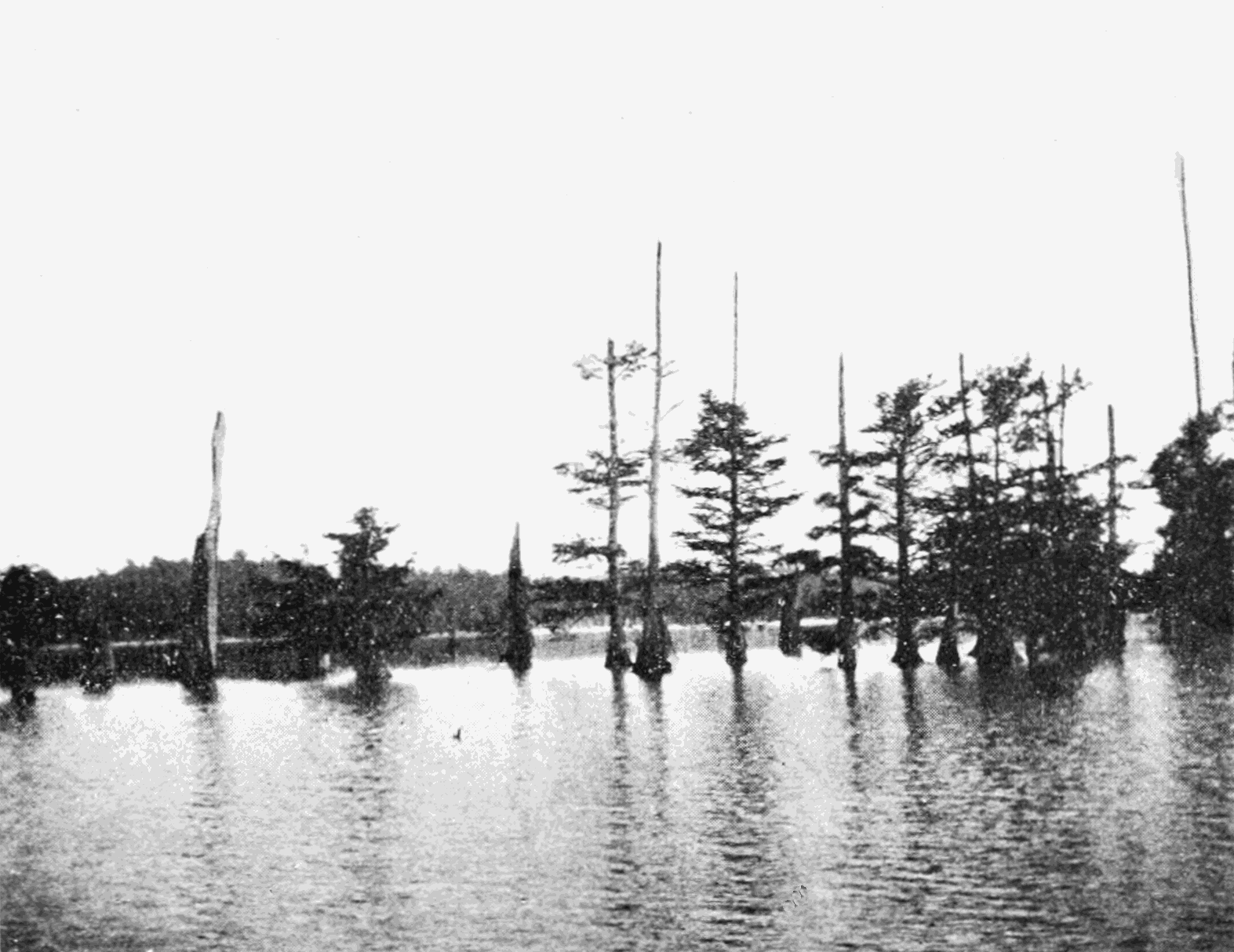
지진으로 인한 매우 큰 지반 침하로 생긴 릴푸트 호수의 모습

지진은 미국 중부 지형에 광범위한 변화를 일으켰다. 지반 침하, 융기, 균열, 산사태, 강둑 붕괴가 곳곳에서 발생했다. 격렬한 흔들림으로 나무가 뿌리째 뽑혔고 침하한 지역엔 홍수가 발생해 사람들이 익사했다. 테네시주에서는 1.5 m에서 6 m 높이로 침하 현상이 발생해 릴푸트 호수가 만들어졌다. 아칸소주 동부의 세인트프랜시스 호수는 침하 현상으로 더 넓어졌으며, 수위도 8~9 m 이상 상승하면서 인접한 늪지대의 균열에서 모래와 석탄이 분출했다. 미시시피강은 지진으로 큰 해일이 만들어져 배가 강변으로 떠밀려가고 강둑이 높아지며 모래톱이 파괴되었고 일부 섬은 완전히 사라졌다. 미주리, 테네시, 아칸소주에서는 모래가 밀려들어와 농지를 덮었다.
균열이나 단층으로 끊어지지 않은 연속적인 암반이 지진으로 발생한 지진파를 먼 거리까지 전달해 캐나다에서까지 지진의 흔들림을 느꼈다. 인접한 일리노이주, 아칸소주, 테네시주, 켄터키주, 미주리에서는 매우 강한 흔들림이 느껴졌다.
지진으로 발생한 사망자수는 알려지지 않았다. 지진 발생 지역은 미국 개척 시기 개척지대로 인구 밀도가 매우 낮았고 통신과 기록매체가 열약했다. 목조 건물은 대부분 흔들림을 버텼지만 격렬한 흔들림으로 많은 굴뚝이 붕괴되었고 목재 구조물이 갈라져 건물 위로 나무가 떨어지는 등의 피해가 발생했다. 특히 1811년 12월 16일 첫 지진 당시 진앙지의 건물 피해가 매우 심했다.
메르칼리 진도 계급 기준 VII 이상으로 측정된 이 지진은 로키산맥 동쪽 미국 본토에서 기록된 가장 큰 규모의 지진이다. 티피카누 전투 이후 프라피츠타운이 파괴된 미국 원주민들에게는 이 지진으로 쇼니족의 지도자 텐스콰타와가 말한 원주민 마을의 파괴에 대한 가르침을 입증하는 증거라면서 따르는 계기가 되었다.

## 같이 보기
- 미국의 지진 목록

## 참고 문헌
- Jay Feldman. When the Mississippi Ran Backwards : Empire, Intrigue, Murder, and the New Madrid Earthquakes Free Press, 2005. ISBN 978-0-7432-4278-3
- Conevery Bolton Valencius, The Lost History of the New Madrid Earthquakes The University of Chicago Press, 2013.  ISBN 978-0-2260-5389-9
- Conevery Bolton Valencius, "Accounts of the New Madrid earthquakes: personal narratives and seismology over the last two centuries," in Deborah R. Coen, ed., "Witness to Disaster: Earthquakes and Expertise in Comparative Perspective," *Science in Context*, 25, no. 1 (February 2012): 17–48.
- Viitanen, Wayne (1973), “THE WINTER THE MISSISSIPPI RAN BACKWARDS: Early Kentuckians Report the New Madrid, Missouri, Earthquake of 1811–12”, 《The Register of the Kentucky Historical Society》 71 (1): 51–68, JSTOR 23377345